# Kuppatagiri, Khanapur
Kuppatagiri là một làng thuộc tehsil Khanapur, huyện Belgaum, bang Karnataka, Ấn Độ.